# 科氏花蟹蛛
科氏花蟹蛛（学名：Xysticus kochi）为蟹蛛科花蟹蛛属的动物。分布于欧洲以及中国大陆的吉林等地。该物种的模式产地在欧洲。